# Vogelinsel
Pour les articles homonymes, voir Île aux Oiseaux.
La Vogelinsel (en français : l'île aux oiseaux) est une île du lac de Bienne, sur le territoire de Bienne dans le canton de Berne. Elle se trouve assez proche de l'embouchure de la Suze.

## Description
Sablonneuse et graveleuse, elle s'étend sur environ 25 m de long pour une largeur approximative de 15 m. Lorsque le niveau d'eau du lac augmente, l'île est partiellement inondé. L'île abrite de nombreux oiseaux reproducteurs : oies cendrées, canards colverts et laridaes y ont trouvé refuge (d'où le nom de l'île).

## Histoire
L'île est à l'origine d'une formation naturelle dans le delta estuarien de la Suze et se trouvait plus à l'est. En 1999, l'île est enlevée au cours des travaux de consolidation sur le fond de la plage à son lieu d'origine, puis transférée en direction du milieu du lac de Bienne.
En 2017, la ville de Bienne excave du gravier en face de l'île afin d'éviter les inondations lors de pluies diluviennes. En outre, une fois les travaux terminés, le pont est supprimé, ce qui interdit l’accès aux chiens et aux véhicules.

## Images

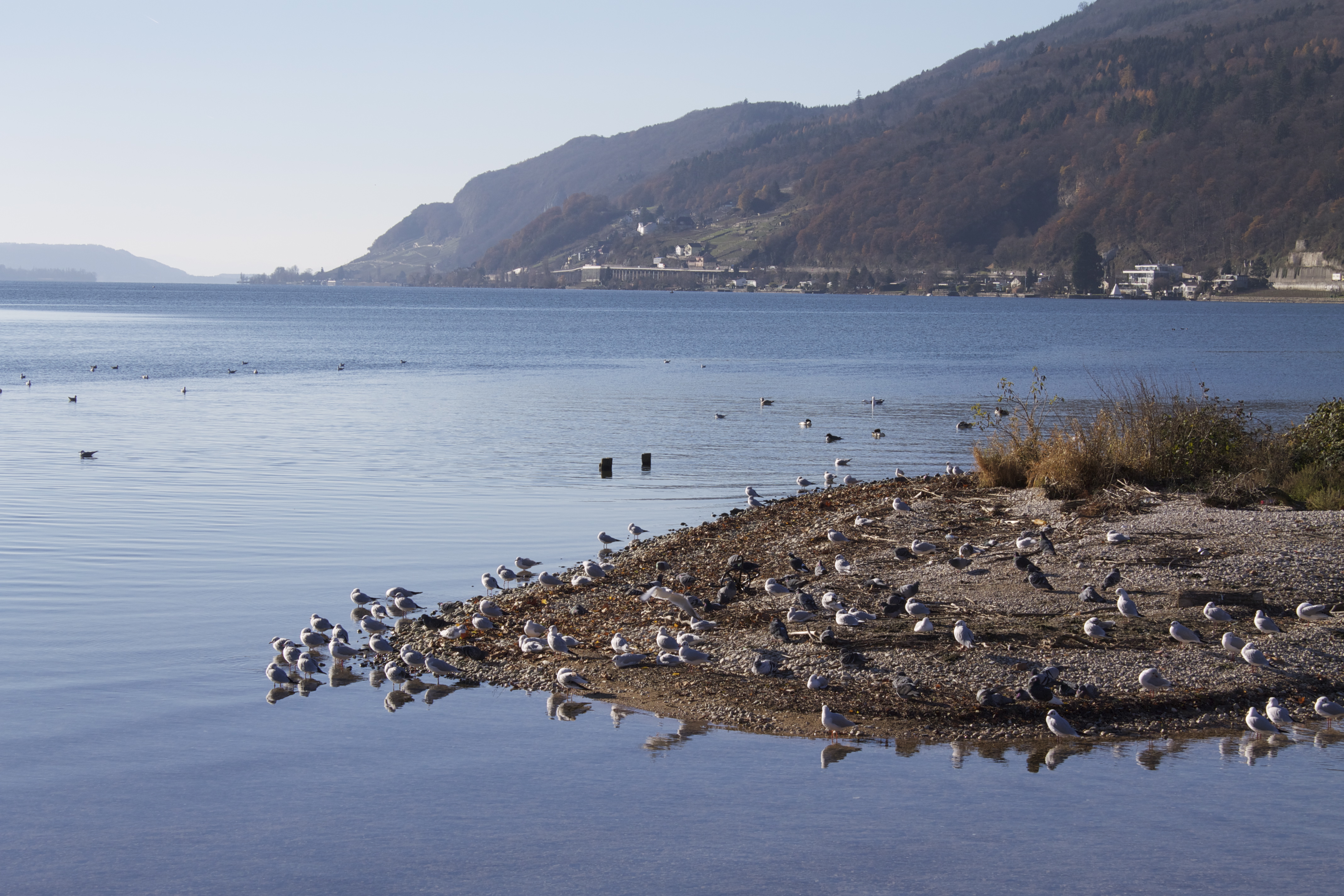
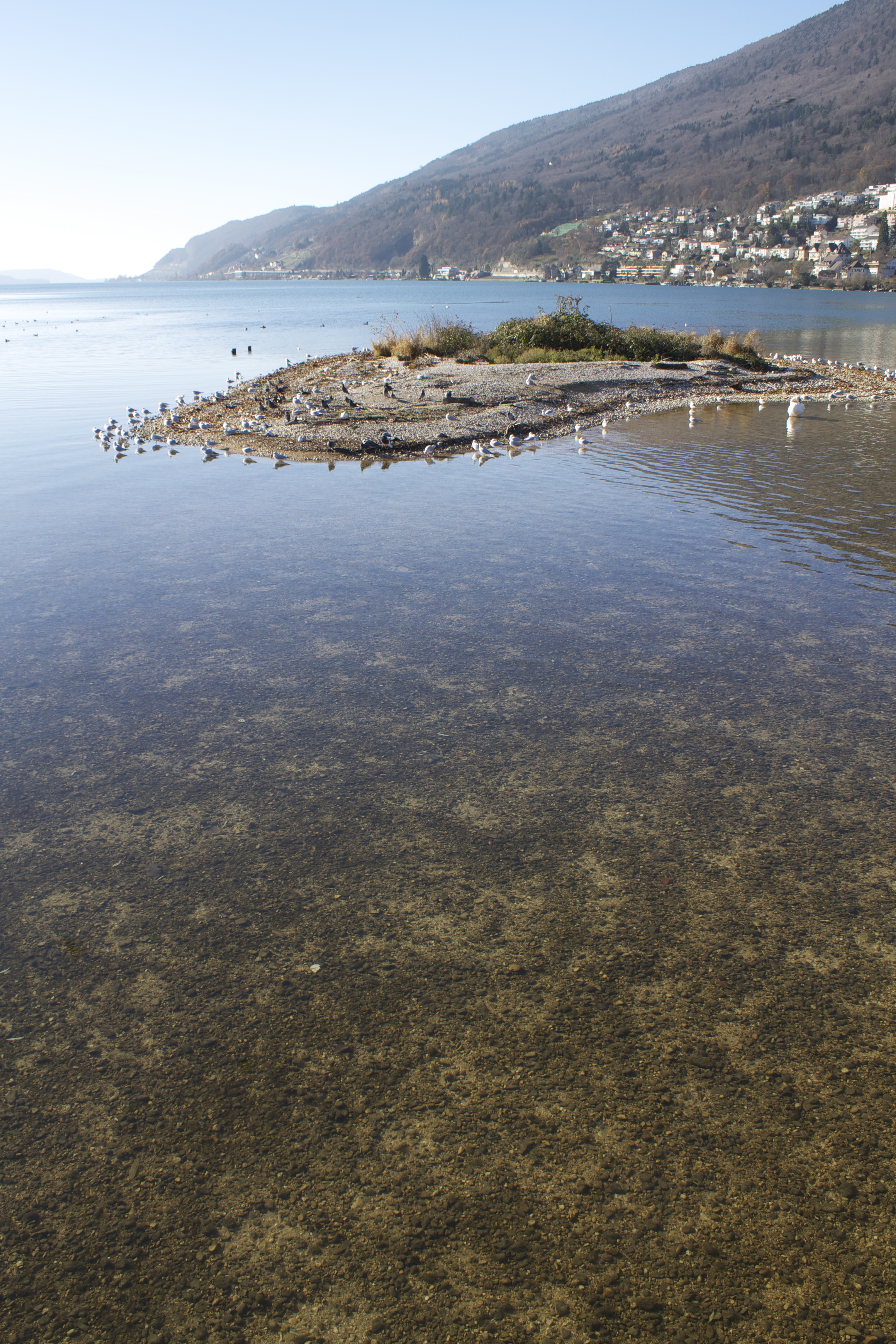